# Gönnersdorf (bei Bad Breisig)
Gönnersdorf település Németországban, Rajna-vidék-Pfalz tartományban. Lakosainak száma 637 fő (2023. december 31.).

## Népesség
A település népességének változása:
| Lakosok száma | 523  | 627  | 613  | 649  | 659  | 637  |
|               | 1975 | 2017 | 2019 | 2021 | 2022 | 2023 |